# Carijós
Os carijós eram indígenas guaranis que, no Brasil, ocupavam o território compreendido entre Cananeia, no estado de São Paulo, até a Lagoa dos Patos, no estado do Rio Grande do Sul, incluindo assim todo o litoral do Paraná e de Santa Catarina, por volta do século XVI. Vistos pelos primeiros povoadores portugueses como "o melhor gentio da costa", foram receptivos à catequese cristã. Em 1554, participaram de um grande ataque indígena a vila de São Paulo dos Campos de Piratininga, matando alguns homens brancos, escravas e muitos animais do tipo gado. Eram cerca de 100 000.

## História
O litoral do Brasil, de Cananéia - SP, até a Lagoa dos Patos - RS, era habitado por eles ao tempo da descoberta europeia (século XVI), os quais se estendiam pelo interior, às margens da imensa Lagoa dos Patos. Os carijós eram considerados, pelos colonizadores portugueses, índios dóceis, trabalhadores, bem-intencionados e por serem uma das tribos que não praticava o canibalismo. Eram aparentados aos índios guaranis, os quais efetuaram uma marcha migratória do Paraguai para o sul do litoral brasileiro, onde vieram a constituir as aldeias.
Tendo naufragado nas proximidades da Ilha de Santa Catarina um navio português, seus tripulantes atingiram a terra, então campeada pelos índios guaranis. Entre os náufragos, estavam o português Henrique Montes, o castelhano Melchior Ramirez e o negro Francisco Pacheco, além de outros. Como sucedeu a Caramuru e a João Ramalho, estes uniram-se às índias, adotando um novo regime de vida.
Juan de Ayolas, na conquista do Paraguai, encontrou-se com os carijós à margem de um rio que deságua vinte quilômetros acima da foz do ramo principal do rio Pilcomayo, onde os ameríndios em questão possuíam uma aldeia cercada por uma paliçada dupla e guarnecida de "bocas de lobo" (escavações com estrepes no fundo). Os espanhóis, acossados pela fome, marcharam resolutamente para a vitória. Os índios, ao ouvirem os primeiros estampidos das armas de fogo, fugiram em corrida, caindo muitos nas próprias esparrelas que haviam armado aos invasores. Depois de ocupar a aldeia, Ayolas deu-lhe o nome de Assunção, em homenagem à assunção de Nossa Senhora.

## Etimologia
"Carijó" é oriundo do termo tupi karai-yo, que significa "descendentes dos anciões", ou então é oriundo do tupi antigo kariîó.

## Costumes
Os carijós construíam suas casas cobrindo-as com cascas de árvores e fabricavam redes e agasalhos com o algodão que cultivavam, forrando-os com peles e ataviando-os com plumas e penas. Acostumaram-se a ajudar todos os navios que lhe solicitassem auxílio, até que um dia, traídos na sua boa fé, acabaram considerando os brancos inimigos. Mantinham grande quantidade de aves em suas aldeias: por este motivo, eram chamados pelos europeus de "índios Patos".
Na arte de cura, os carijós estavam bem adiante dos demais nativos. O remédio principal era uma ventosa aplicada pelos lábios do pajé. Na bruxaria, também eram bem desenvolvidos. Para enfeitiçar um semelhante, costumavam amarrar um sapo em uma árvore. À medida que o animal fenecia, a pessoa enfeitiçada deveria também fenecer até morrer. Se desejavam cegar alguém, enterravam-lhe, debaixo da rede, um ovo. Descoberta a mandinga, os objetos que haviam servido para a mesma deviam ser arremessados ao rio.[carece de fontes?]
Grande era o número dos que tinham parentesco com um ser superior que chamavam de caraibebe, que os jesuítas traduziram por "anjos". Gozavam de vida avantajada esses que, manhosamente, se inculcavam ministros dos "anjos". Recebiam os melhores frutos da terra e as mais cobiçadas caças que fossem abatidas pelas cercanias. Quando um guerreiro partia para a guerra, era honrado com um sopro do caraibebe para que não morresse em combate. Entretanto, se algum caía morto em luta, havia a desculpa de que o infeliz, por seus pecados, não se tornara digno da bênção do pajé. Deste modo, esses pajés se tornaram infalíveis, com prestígio inabalável entre os seus seguidores.[carece de fontes?]

## Influência
A palavra "carijó" é usada, hoje em dia, para se referir a galinhas malhadas nas cores preta e branca. É usada como nome de clubes, rádios, ruas e reservas ambientais espalhados pelo Brasil. É nome de bairro nas cidades de Conselheiro Lafaiete e Cataguases, ambas em Minas Gerais e, Indaial , em Santa Catarina, todas no Brasil. Dela, teria se originado a palavra carioca (gentílico do Rio de Janeiro, no Brasil), a partir da junção da palavra tupi kariîó (que significa carijó) com a palavra tupi oka (que significa casa), significando, portanto, "casa de carijós".